# Nalkkila
Nalkkila – wieś w Finlandii, w rejonie Uusimaa, w gminie Askola.